# Cathédrale de Cassano allo Ionio
La cathédrale de Cassano allo Ionio est une église catholique romaine de Cassano allo Ionio, en Italie. Il s'agit de la cathédrale du diocèse de Cassano all'Ionio.